# Marilyn Michaels

Marilyn Michaels, née Marilyn Sternberg le 26 février 1943, est une actrice, chanteuse, autrice et imitatrice américaine. Elle est la fille de l'actrice et chanteuse Fraydele Oysher et de Harold Sternberg, la nièce du hazzan Moishe Oysher, et par alliance de l'actrice Florence Weiss ainsi que la mère du musicien Mark Wilk.

## Biographie

### Famille et débuts
Dès l'âge de sept ans, Marilyn Michaels a commencé à se produire sur scène lors des spectacles de Fraydele Oysher, ainsi qu'à l'observer pour s'inspirer de ses techniques. Vers quatorze ans, elle a participé aux enregistrements de son oncle Moishe Oysher, notamment à son disque Moishe Oysher's Chanukah Party.

### Premiers succès
En 1960, elle a sorti ses premiers disques, dont Tell Tommy I Miss Him. C'est cependant en 1965 qu'elle a accédé à la renommée en jouant Fanny Brice dans la célèbre comédie musicale Funny Girl. Elle a poursuivi ensuite dans la chanson et son titre I Wonder Who's Kissing Him Now a atteint la place de vingt-neuvième le 12 septembre 1967 dans les charts américains. Elle est capable d'interpréter toutes les nuances de la musique pop et son titre Times They Are A-Changin a été comparé à Bob Dylan.

### Carrière d'imitatrice et diversification
En 1972, Marilyn Michaels a été la seule imitatrice dans l'émission ABC Comedy Hour de la troupe d'imitateurs les Kopykats, qui fut nommée aux Emmy Awards. Elle a participé à de nombreuses émissions télévisées en tant qu'imitatrice dans les années 60 et 70, est apparue déguisée en diverses célébrités dans Playboy et a tourné dans plusieurs séries dans des rôles secondaires. D'un point de vue musical, elle s'est orientée plutôt vers le folklore yiddish, mais l'étendue de sa palette est restée signalée. Elle a aussi écrit un livre avec son fils Mark et n'a jamais cessé de peindre. Elle est mariée à Steve Portnoff.

## Discographie
- The Moishe Oysher Chanukah Party, participation, 33 tours, 1957 ;
- Songs My Brother Oyshe Sang, 33 tours, avec Fraydele Oysher et un orchestre dirigé par Abraham Ellstein, Tikva records, dans les années 60.
- Tell Tommy I Miss Him, 45 tours, 1960 ;
- Everyone Was There But You, 45 tours, 1960 ;
- Yiddish Soul, avec Fraydele Oysher, 33 tours, 1961 ;
- Danny, 45 tours, 1961 ;
- Lum Mir Fraylich Zein, 45 tours, 1963 ;
- Marilyn Michaels, 33 tours, 1965
- Johnny One Note, 45 tours, 1965 ;
- My Red Riding Hood, 45 tours, 1965 ;
- The Fantastic and Exciting Debut of Marilyn Michaels, 33 tours, 1965 ;
- Times They Are A-Changing, 33 tours, 1967 ;
- I Wonder Who's Kissing Him Now, 45 tours, 1967 ;
- MacArthur Park, 45 tours, 1968 ;
- Kansas City, 45 tours, 1968 ;
- An Oysher Album, avec Fraydele et Moishe Oysher, 33 tours, 1980 ;
- Sex Symbol, 45 tours, 1987 ;
- A Mother's Voice, album CD, 1998 ;
- The Oysher Heritage, avec Moishe et Fraydele Oysher, album CD, 2005 ;
- Wonderful At Last, album CD, 2008 ;
- Let There Be Night, album CD, 2020.

## Apparitions télévisuelles
Marylin Michaels a joué un sosie de Mae West dans Meurtre à Hollywood de Blake Edwards en 1988.

### Séries
- On ne vit qu'une fois, 1968, rôle de Lolly Devore
- L'Île fantastique, plusieurs rôles en 1979
- La croisière s'amuse en 1983

### Autres émissions, sélection
- On Broadway Tonight du 29 juillet 1964
- The Hollywood Palace, plusieurs apparitions en 1964
- ABC's Nightlife en 1965
- The Red Skelton Show en 1967
- The Dean Martin Show en 1967
- The Jonathan Winters Show en 1968
- The Joey Bishop Show en 1968
- The Skitch Henderson Show en 1968
- The Engelbert Humperdinck Show en 1970
- The Kopykats Kopy TV en 1971
- The Johnny Carson Show 1965-1971, plusieurs apparitions
- The ABC Comedy Hour en 1972
- The Flip Wilson Show en 1973
- Half the George Kirby Comedy Hour en 1973
- The Rich Little Show en 1976
- The Dinah Shore Show en 1976
- The Joe Franklin Show en 1978
- The Merv Griffin Show en 1979
- The Alan Thicke Show en 1981
- Reading Rainbow en 1983
- Wordplay en 1987
- The Howard Stern Show en 1990-1991

## Livres
- How Not to Cook, for the Rest of Your Life, avec Mark Wilk, New York, 2018.